# Timothy Jones
Timothy David Jones, nacido el 1 de agosto de 1975 en Harare, es un ciclista Zimbabuense que fue profesional de 1997 a 2007. Ganó el Giro del Capo, la Vuelta a Eslovenia y la Vuelta al Etna. Después del 2007, hizo algunas carreras MTB Marathon.

## Palmarés
1998
- Giro del Capo, más 1 etapa

1999
- Vuelta a Eslovenia, más 1 etapa

2001
- Vuelta al Etna

2003
- 1 etapa de la Semana Lombarda

## Resultados en las grandes vueltas

### Giro de Italia
- 2001: 73.º